# Wiendorf
Wiendorf je naselje v Občini Šentjurij ob Dolgem jezeru v Okraju Šentvid ob Glini na Koroškem v Avstriji.